# José Manuel Hidalgo y Esnaurrízar
José Manuel Hidalgo y Esnaurrízar (* 1826 in Mexiko-Stadt; † 27. Dezember 1896 in Paris) war ein mexikanischer Monarchist und Botschafter.

## Leben
Seine Mutter war María de las Mercedes Esnaurrízar Ávila (* 1802 in Mexiko), sein Vater war ein spanischer Hacendado. Er heiratete Eugenia de Hidalgo aus Biarritz.
Im Mexikanisch-Amerikanischen Krieg lernte er Manuel Eduardo de Gorostiza nach der Schlacht von Churmbusco 1847 in Haft kennen. Manuel Eduardo de Gorostiza nahm ihn als Botschaftssekretär mit nach London.
Hidalgo reiste nach Rom und erhielt eine Audienz bei Pius IX. 1854 wurde er von der mexikanischen Regierung als erster Sekretär an die Botschaft in Washington entsandt. Später wurde er in gleicher Funktion nach Madrid entsandt. In Madrid wurde er im Haus von María Manuela Kirkpatrick, Witwe Montijo, Mutter von Eugénie de Montijo, empfangen. Bei dieser warb er mit der Hilfe von Juan Almonte für den Export einer Monarchie nach Mexiko. Er gehörte zur Kommission, welche Maximilian I. im Schloss Miramare eine Krone von Mexiko anbot.

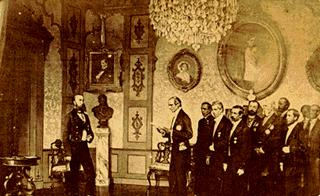
Eine Delegation bietet Maximilian I. die Krone an

Maximilian ernannte Hidalgo zu seinem Botschafter am Hof von Napoleon III.
Vom 4. Mai 1865 bis zu seinem Tod war der Rechtsanwalt Jesús Terán y Peredo (* 14. Januar 1821 in Aguascalientes; † 25. April 1866 in Paris) Vertrauensmann von Benito Juarez in Europa.
Hidalgo wurde abberufen und als er nach Mexiko zurückkam, brach er mit Maximilian, reichte seinen unwiderruflichen Rücktritt als Diplomat ein und ging nach Frankreich.

## Veröffentlichungen
- Apuntes para escribir la historia de los proyectos de monarquía en México[4]

| Vorgänger                 | Amt                                                                                            | Nachfolger         |
| ------------------------- | ---------------------------------------------------------------------------------------------- | ------------------ |
| Juan Antonio de la Fuente | Botschafter von Maximilian I. von Mexiko bei Napoleon III. 17. April 1864 bis 24. Oktober 1865 | José Francisco Rus |